# Beryslav
Beryslav (tiếng Ukraina: Берислав) là một thành phố của Ukraina. Thành phố này thuộc tỉnh Kherson. Thành phố này có diện tích ? km2, dân số theo điều tra dân số năm 2001 là 15455 người.